# Katharinenberg 7/7 a (Stralsund)
Das Gebäude mit der postalischen Adresse Katharinenberg 7 / 7 a in Stralsund ist ein denkmalgeschütztes Bauwerk in der Straße Katharinenberg.
Der dreigeschossige, fünfachsige Putzbau wurde um das Jahr 1855 als Kindererziehungsanstalt errichtet. Der Eingang ist mittig angelegt. Das zurückgesetzte Nebenhaus ist ähnlich gestaltet. Das Treppenhaus weist eine für Stralsund frühe Steintreppe auf.
Das Haus im Kerngebiet des von der UNESCO als Weltkulturerbe anerkannten Stadtgebietes des Kulturgutes „Historische Altstädte Stralsund und Wismar“ ist in die Liste der Baudenkmale in Stralsund eingetragen.